# Johann Liss

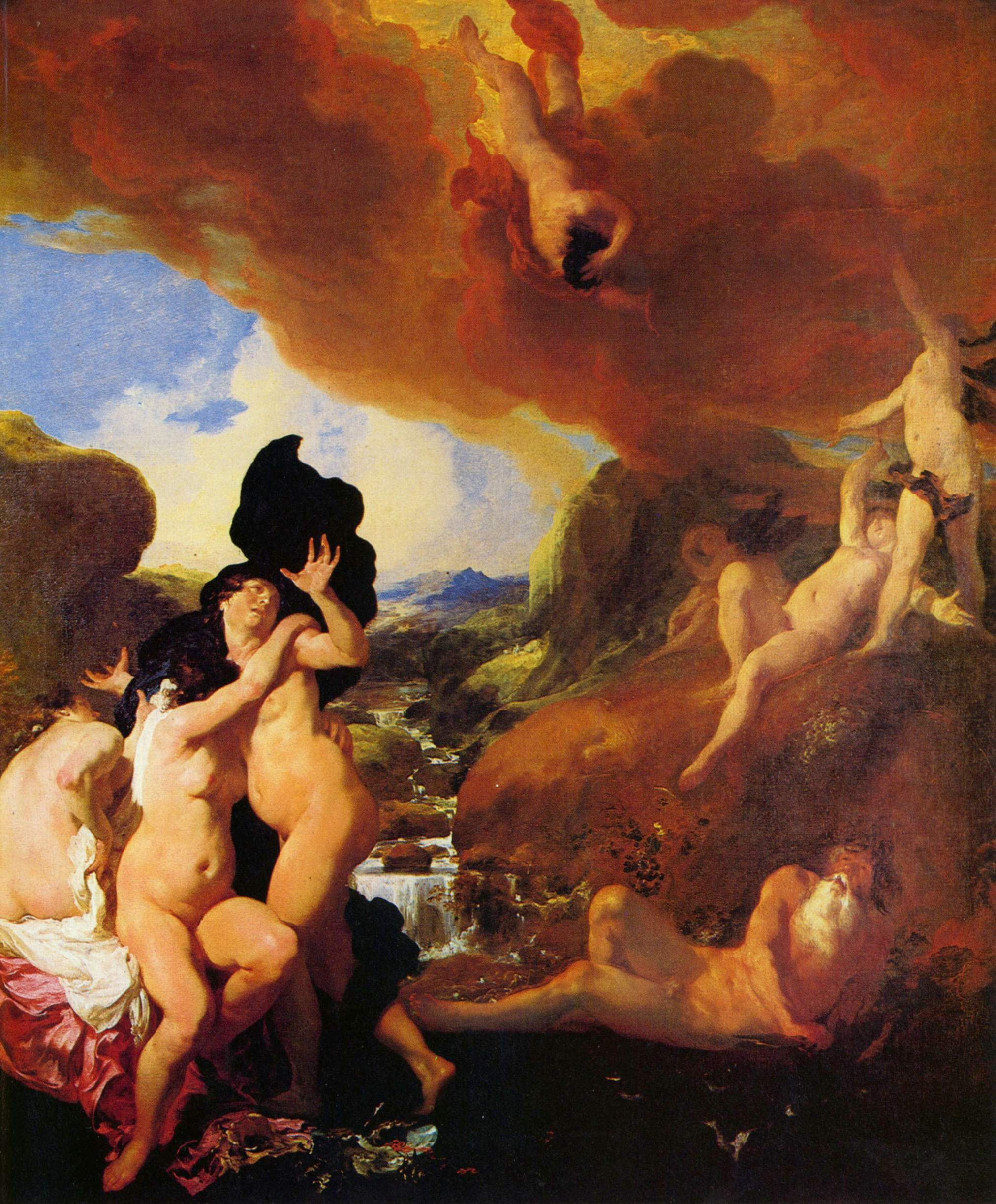
Faetons fall av Johann Liss.

Johann Liss eller Jan Lys, född omkring 1595 i Holstein, död 1629 eller 1630 i Venedig, var en tysk konstnär.
Liss var verksam i Holland 1616-19 samt en tid i Paris, innan han 1620 eller 1621 kom till Venedig. Med undantag för en vistelse i Rom omkring 1622 blev han därefter verksam i Venedig fram till sin död. Liss är representerad vid bland annat Nationalmuseum i Stockholm.